# Willa Cather

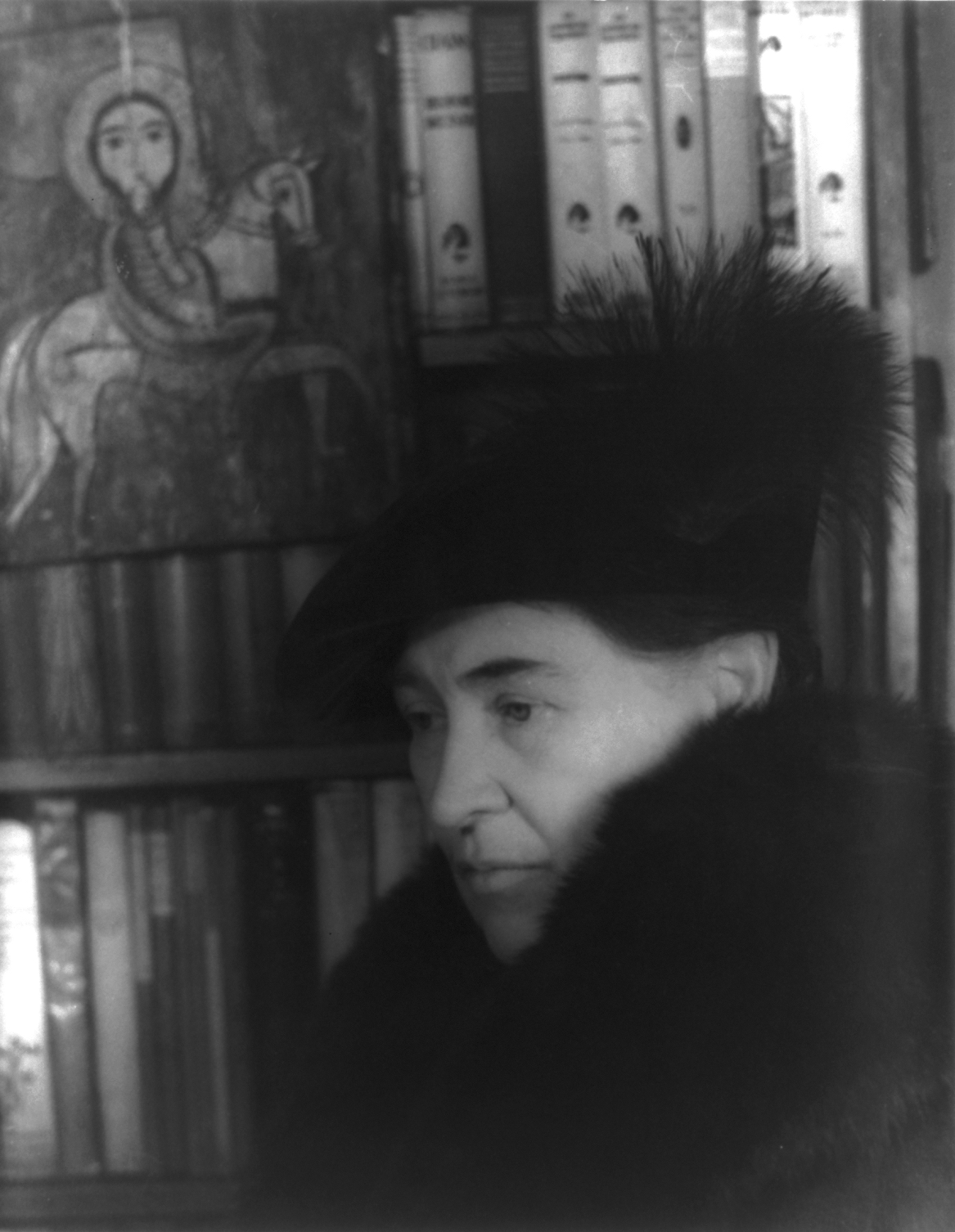
Wilella Sibert Cather w 1936

Wilella Sibert Cather (ur. 7 grudnia 1873 na farmie w okolicach Winchester w Wirginii, zm. 24 kwietnia 1947 w Nowym Jorku) – amerykańska pisarka. Jej trzy najbardziej znane powieści to: O Pioneers! (1913, Drzewo białej morwy), My Ántonia (1918, Moja Antonia) i Death Comes for the Archbishop (1927, Śmierć przychodzi po arcybiskupa).
Jako dziecko mieszkała najpierw na małej farmie w Wirginii, potem w Red Cloud, stolicy hrabstwa w Nebrasce. Następnie kształciła się na uniwersytecie w Lincoln. Pracowała jako nauczycielka angielskiego w Pittsburghu, a w końcu trafiła do Nowego Jorku, do redakcji ilustrowanego magazynu McClure's. W tym czasopiśmie ukazała się w odcinkach jej pierwsza powieść, wzorowana na Henrym Jamesie.
Następnie zaczęła pisać o Nebrasce i zdobyła Nagrodę Pulitzera (1923).
Willa Cather była orientacji homoseksualnej. Przez ostatnich 40 lat swojego życia żyła w związku partnerskim z Edith Lewis.

## Twórczość

### Literatura faktu
- The Life of Mary Baker G. Eddy and the History of Christian Science, 1909 (wraz z Georgine Milmin)
- Not under Forty, 1936
- On writing, 1949

### Powieści
- Alexander's Bridge, 1912
- "The Prairie Trilogy":
  - O Pioneers!, 1913
  - The Song of the Lark, 1915
  - My Ántonia, 1918
- One of Ours, 1922
- Utracona (ang. A Lost Lady), 1923
- The Professor's House, 1925
- My Mortal Enemy, 1926
- Death Comes for the Archbishop, 1927
- Shadows on the Rock, 1931
- Lucy Gayheart, 1935
- Sapphira and the Slave Girl, 1940

### Zbiory
- April Twilights, 1903 (poezja)
- The Troll Garden, 1905 (opowiadania)
- Youth and the Bright Medusa, 1920 (opowiadania)
- Obscure Destinies, 1932 (opowiadania)
- The Old Beauty, 1948 (opowiadania)

### Książki wydane w Polsce
- 1913: Drzewo białej morwy
- 1915: Pieśń skowronka
- 1918: Moja Antonia
- 1922: Jeden z nas
- 1923: Utracona
- 1925: Dom pana profesora
- 1926: Mój śmiertelny wróg
- 1927: Śmierć przychodzi po arcybiskupa
- Poranek Wagnerowski (opowiadania)